# Stráž přírody
Stráž přírody je fyzická osoba zajišťující ochrannou službu zejména ve zvláště chráněných územích. Má služební odznak a průkaz stráže, ve kterém je zaznamenán územní obvod její působnosti. Při výkonu činnosti má jako veřejná stráž status úřední osoby. Posláním stráže přírody je kontrola dodržování předpisů o ochraně přírody a krajiny.

## Ustanovení stráže přírody
Stráž přírody ustanovuje orgán ochrany přírody podle místa výkonu činnosti. Tím je místně příslušná správa národního parku, Agentura ochrany přírody a krajiny ČR nebo krajský úřad. Funkce stráže přírody je zejména dobrovolná, v některých velkoplošných zvláště chráněných územích však fungují i profesionální strážci přírody.
Stráží přírody může být ustanovena fyzická osoba, která je občanem České republiky, je starší 21 let, nebyla pravomocně odsouzena pro úmyslný trestný čin, má způsobilost k právním úkonům, je zdravotně způsobilá, prokázala znalost práv a povinností stráže přírody podle tohoto zákona a znalost souvisejících předpisů, složila před ustanovujícím úřadem slib tohoto znění: "Slibuji, že jako stráž přírody budu s největší pečlivostí a svědomitostí plnit povinnosti při kontrole dodržování předpisů o ochraně přírody a krajiny, že budu při výkonu této činnosti dodržovat právní předpisy a nepřekročím oprávnění příslušející stráži přírody".

## Práva stráže přírody
Strážci přírody jsou oprávněni
a) zjišťovat totožnost osob, které porušují předpisy na ochranu přírody
b) ukládat a vybírat blokové pokuty za přestupky na úseku ochrany přírody
c) vstupovat na cizí pozemky za podmínek stanovených v § 62 zákona Zákon o ochraně přírody a krajiny
d) zadržet ke zjištění totožnosti osobu, kterou přistihnou při porušování právních předpisů o ochraně přírody a krajiny, a odevzdat ji orgánu Policie České republiky; přistižené osoby jsou povinny uposlechnout
e) zastavit vozidlo nebo loď
f) požadovat pomoc nebo součinnost orgánů Policie České republiky, popřípadě obecní policie, pokud nemohou splnění svých povinností zajistit vlastními silami a prostředky.
V případě bezprostředního ohrožení zájmů chráněných podle části druhé až páté tohoto zákona je strážce přírody oprávněn k pozastavení rušivé činnosti.
V České republice je stráž přírody metodicky vedena Ministerstvem životního prostředí. Řada strážců přírody je sdružena ve spolku Asociace strážců přírody České republiky, jehož cílem je zvyšování odbornosti a profesionality strážců.